# Groupe de l'échelle
Le Groupe de l'échelle est un groupe d'artistes de Montparnasse des années 1940 et 1950. 
Il était composé des peintres Jacques Busse, Jean-Marie Calmettes, Jean Cortot, Ernest-René Collot (1904-1955), Daniel Dalmbert (1918-1997), Christiane Laran (née en 1922), Michel Patrix et du sculpteur Jacques Dufresne. Leur nom vient du fait que de leur atelier, où ils travaillaient en commun, ils montaient par une échelle sur les toits pour admirer Paris. La brasserie La Coupole était un de leurs lieux de prédilection. Les poètes André Salmon et André Frénaud les fréquentaient.